# You Would Have Loved This
„You Would Have Loved This” este primul și singurul disc single lansat de cântăreața finlandeză Tarja Turunen de pe albumul Henkäys Ikuisuudesta (2006). 

## Ordinea pieselor pe disc
Versiunea standard
1. „You Would Have Loved This” (versiunea pentru radio) — 3:28
2. „Walking In The Air” — 3:50
3. „You Would Have Loved This” — 3:59